# Lepidium integrifolium
Lepidium integrifolium är en korsblommig växtart som beskrevs av Thomas Nuttall. Lepidium integrifolium ingår i släktet krassingar, och familjen korsblommiga växter. Inga underarter finns listade i Catalogue of Life.